# Zoarcidae

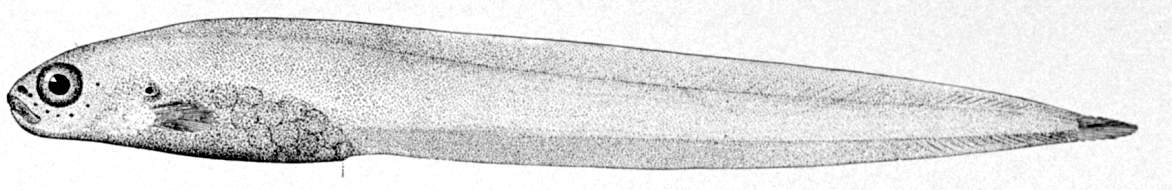
Melanostigma gelatinosum

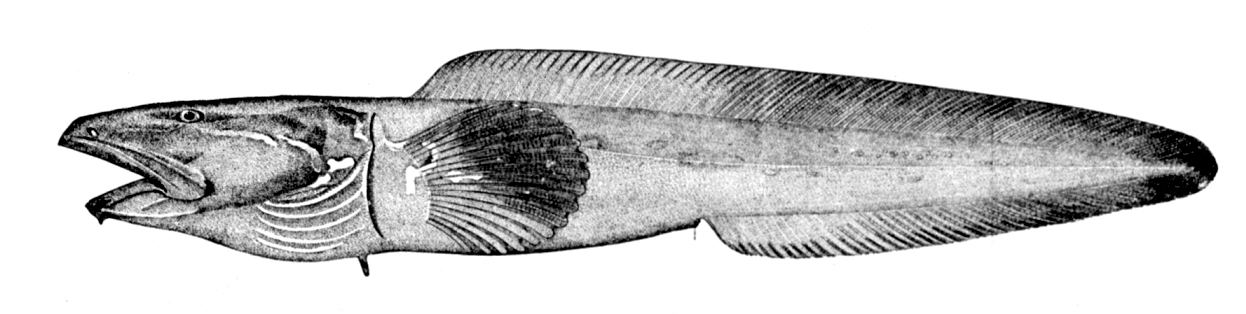
Lycodes mucosus

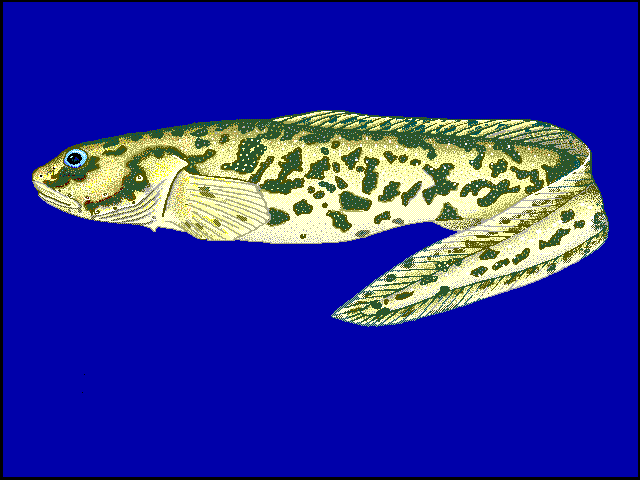
Lycodichthys antarcticus

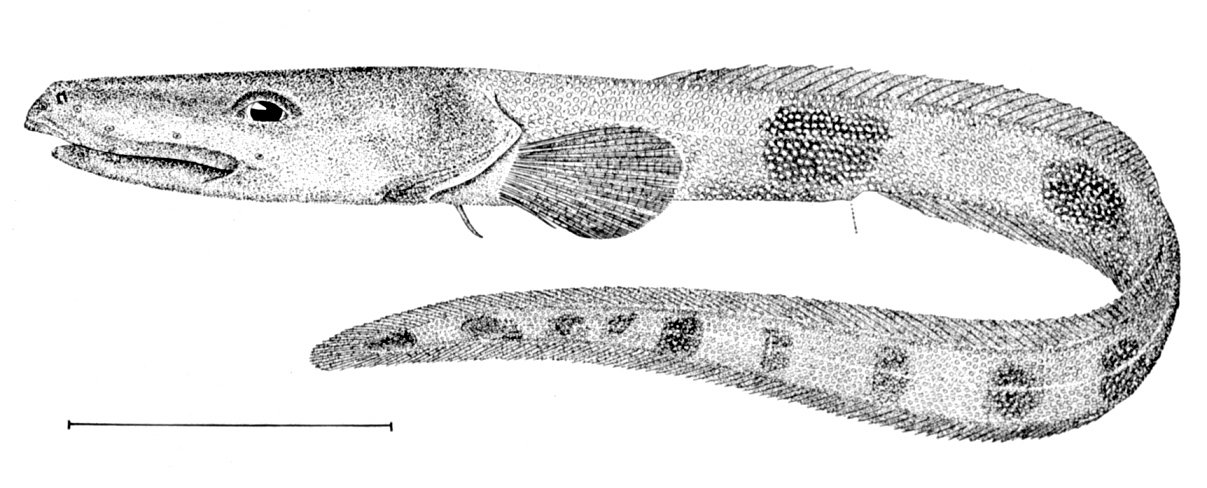
Lycenchelys verrillii

Los viruelas (familia Zoarcidae) son una familia de peces marinos incluida en el orden Perciformes. Se distribuyen desde el Ártico al Antártico.
Tienen el cuerpo alargado, con la boca situada inferior, las aletas dorsal y anal son alargadas y formando una aleta continua junto con la aleta caudal, mientras que las aletas pélvicas suelen estar ausentes. Una de las especies puede alcanzar 1,1 m de longitud.
Las tres especies del género Zoarces son ovovivíparas, todos los demás ovíparos.

## Géneros
Existen más de 300 especies agrupadas en unos 60 géneros siguientes:
- Subfamilia Gymnelinae Gill, 1863:
  - Andriashevia Fedorov y Neyelov, 1978
  - Barbapellis Iglésias, Dettai y Ozouf-Costaz, 2012
  - Bilabria Schmidt, 1936
  - Davidijordania Popov, 1931
  - Ericandersonia Shinohara y Sakurai, 2006
  - Gymnelopsis , 1922
  - Gymnelus Reinhardt, 1834
  - Hadropareia Schmidt, 1904
  - Krusensterniella Schmidt, 1904
  - Magadanichthys Shinohara, Nazarkin, Yabe y Chereshnev, 2006
  - Melanostigma Günther, 1881
  - Nalbantichthys Schultz, 1967
  - Opaeophacus Bond y Stein, 1984
  - Puzanovia Fedorov, 1975
  - Seleniolycus Anderson, 1988
- Subfamilia Lycodinae Gill, 1861:
  - Aiakas Gosztonyi, 1977
  - Argentinolycus Matallanas y Corbella, 2012
  - Austrolycus Regan, 1913
  - Bellingshausenia Matallanas, 2009
  - Bentartia Matallanas, 2010
  - Bothrocara Bean, 1890
  - Bothrocarina Suvorov, 1935
  - Crossostomus Lahille, 1908
  - Dadyanos Whitley, 1951
  - Derepodichthys Gilbert, 1896
  - Dieidolycus Anderson, 1988
  - Eucryphycus Anderson, 1988
  - Exechodontes DeWitt, 1977
  - Gosztonyia Matallanas, 2009
  - Hadropogonichthys Fedorov, 1982
  - Iluocoetes Jenyns, 1842
  - Japonolycodes Shinohara, Sakurai y Machida, 2002
  - Letholycus Anderson, 1988
  - Leucogrammolycus Mincarone y Anderson, 2008
  - Lycenchelys Gill, 1884
  - Lycodapus Gilbert, 1890
  - Lycodes Reinhardt, 1831
  - Lycodichthys Pappenheim, 1911
  - Lycodonus Goode y Bean, 1883
  - Lycogrammoides Soldatov y Lindberg, 1928
  - Lyconema Gilbert, 1896
  - Maynea Cunningham, 1871
  - Notolycodes Gosztonyi, 1977
  - Oidiphorus McAllister y Rees, 1964
  - Ophthalmolycus Regan, 1913
  - Pachycara Zugmayer, 1911
  - Patagolycus Matallanas y Corbella, 2012
  - Phucocoetes Jenyns, 1842
  - Piedrabuenia Gosztonyi, 1977
  - Plesienchelys Anderson, 1988
  - Pogonolycus Norman, 1937
  - Pyrolycus Machida y Hashimoto, 2002
  - Santelmoa Matallanas, 2010
  - Taranetzella Andriashev, 1952
  - Thermarces Rosenblatt y Cohen, 1986
- Subfamilia Lycozoarcinae Andriashev, 1939:
  - Lycozoarces Popov, 1935
- Subfamilia Neozoarcinae Jordan y Snyder, 1902:
  - Eulophias Smith, 1902
  - Neozoarces Steindachner, 1880
  - Zoarchias Jordan y Snyder, 1902
- Subfamilia Zoarcinae Swainson, 1839:
  - Zoarces Cuvier, 1829